# Holonomní vazba
Holonomní vazba je taková mechanická vazba, která nezavisí na rychlosti hmotného bodu. Název pochází z řeckého výrazu holos - celý.
Určit, zda je vazba holonomní, či nikoliv může být silně netriviální úkol, protože v některých případech, kdy předpis vazby {\displaystyle \phi (x^{i},{\dot {x}}^{i},t)=0} závisí explicitně na rychlosti {\displaystyle {\dot {x}}^{i}}, je možné se této závislosti zbavit. Nejčastěji se to provádí pomocí integrování. Ne ve všech případech je však u vazeb integrace možná.
Opakem vazby holonomní je neholonomní vazba.

## Příklady
Čistě geometrická vazba, která určuje množinu povolených poloh je často holonomní. To je například vazba vynucující, že hmotný bod s polohou {\displaystyle (x,y,z)} se musí pohybovat po kouli o poloměru {\displaystyle l}
{\displaystyle \phi (x,y,z)=x^{2}+y^{2}+z^{2}-l^{2}=0}
Disk o poloměru {\displaystyle a} valící se po ploše bez prokluzu ve třírozměrném případě představuje neholonomní vazbu. Disk je popsán pomocí čtyř parametrů: 2 souřadnice {\displaystyle x,y} pro polohu bodu dotyku, úhel o který se disk odvalil {\displaystyle \alpha } a úhel otočení disku do strany {\displaystyle \theta }. Aby disk neprokluzoval, požadujeme, aby rychlost pohybu bodu dotyku odpovídala rychlosti odvalování
{\displaystyle {\dot {x}}=a{\dot {\alpha }}\cos \theta },
{\displaystyle {\dot {y}}=a{\dot {\alpha }}\sin \theta }.
Tyto dvě rovnice představují dvě vazby ve tvaru {\displaystyle \phi ({\dot {x}},{\dot {y}},{\dot {\alpha }},\theta )=0}. Mezi dvěma libovolnými body {\displaystyle (x_{1},y_{1},\alpha _{1},\theta _{1})} a {\displaystyle (x_{2},y_{2},\alpha _{2},\theta _{2})} existuje mnoho různých cest, které je spojují (se stejným úhlem odvalení). Integrace zde proto nemá dobrý význam a v tomto případě se tak nemůžeme zbavit závislosti na rychlostech.
Naopak valící se neprokluzující disk v dvourozměrném prostoru je podroben holonomní vazbě, protože mezi dvěma body existuje vždy právě jeden způsob jak se dostat z jednoho do druhého. Tuto kinematickou vazbu (závisící na rychlosti) je proto možmo integrovat a zbavit se tak závislosti na rychlosti.
{\displaystyle {\dot {x}}=a{\dot {\alpha }}\implies x=a\alpha }
Holonomní vazba představuje v jistém smyslu dostačující popis pohybu, který tuto vazbu splňuje, z toho také pramení samotný název.

## Názvosloví
Někdy bývají v literatuře geometrické vazby nazývány holonomní a integrabilní kinematické vazby semiholonomní.